# Mukim di Tamoi
Tamoi è un mukim del Brunei situato nel Distretto di Brunei-Muara con 1.603 abitanti al censimento del 2011.

## Geografia antropica

### Suddivisioni amministrative
Il mukim è suddiviso in 7 villaggi (kapong in malese):
Ujong Bukit, Limbongan, Pengiran Bendahara Lama, Pengiran Kerma Indera Lama, Pengiran Tajudin Hitam, Tamoi Tengah, Tamoi Ujong.